# 棕熊
棕熊是熊屬的一种极为庞大的熊，古称羆，各亞種体重在130－700公斤（300－1500磅）之間，其中最大亞種是科迪亞克棕熊。

## 分布

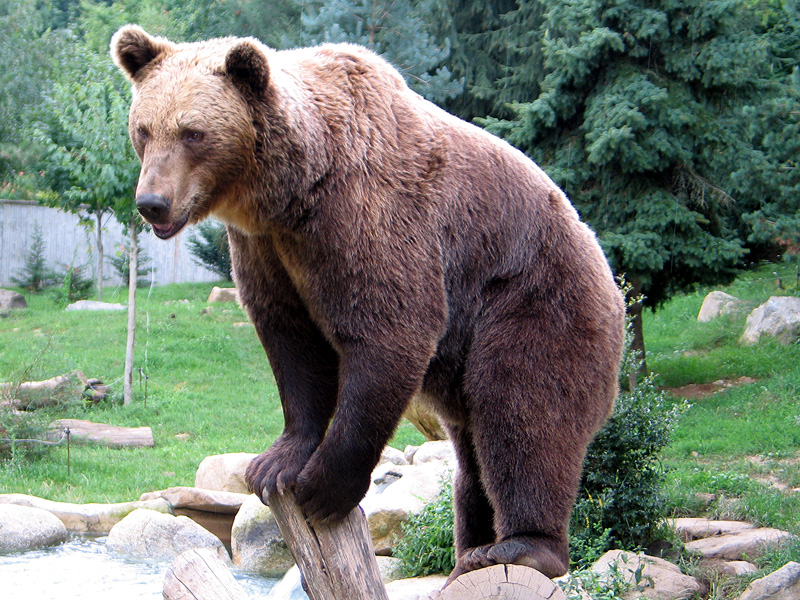

棕熊曾经遍布于亚洲、非洲的阿特拉斯山脉、欧洲和北美洲。现在棕熊在许多地方都已灭绝，全球種群數量約在20萬只左右。
它们最喜欢住在高山草原或山林。在北美洲，棕熊的分布是：从阿拉斯加州东部到加拿大的育空地区、西北地区、不列颠哥伦比亚省和亚伯塔省西部。除此之外，也有少数棕熊生活在美国的华盛顿州、爱达荷州北部、蒙大拿州西部和怀俄明州西北部。
科学家们至今还不知道棕熊到底在这个世界上统治了多长时间。虽然科学家知道北美洲的棕熊在冰河时期晚期就已经出现，但那时棕熊不是处于北美食物链顶级的动物。当时該地區的统治者是更为高大的短面熊。短面熊不经常狩獵，而经常去抢棕熊捕回来的食物。一头普通大小的短面熊的体重是棕熊的2倍。
除此之外，棕熊的其他竞争对手斯剑虎、似剑齿虎和美洲擬獅也比棕熊强壮。但剑齿虎只吃大型食草哺乳动物（例如滑距兽），而棕熊却以较小的动物为主食，只有在需要的时候才会捕食大型动物。棕熊不像剑齿虎和短面熊那样挑食，它们几乎吃任何自己能捕到的东西，棕熊也吃植物。
食物范围狭窄会导致一个物种容易灭绝，当剑齿虎、短面熊和美洲擬獅的主食灭绝后，它们自然就灭绝了。等比棕熊强壮的动物都灭绝，棕熊自然就成为食物链顶级的动物了（指在同一栖息地没有比自己更强壮的动物，但这并不代表其它地方就没有比棕熊更强壮的动物）。此外狼、美洲黑熊和美洲狮也能捕食非常大型的动物。科学家至今不确切的了解人类在北美生活了多长时间，但北美洲最早的人类是生活在冰河时期晚期的古印第安人。古印第安人用克罗维斯枪头去打猎。如果冰河时期的大型哺乳动物的灭绝是由古印第安人引起的，那么冰河时期的大型食肉哺乳动物的灭绝对棕熊是有好处的。
在欧洲，棕熊比其近亲洞熊存活的时间更长，但是洞熊灭绝的原因至今仍然是个谜。欧洲早期的人屬物種尼安德特人经常捕杀洞熊，而屬於現代智人的克罗马侬人则很崇拜洞熊，他们经常举行洞熊礼拜，另一方面尼安德特人的数量不是很多。尼安德特人灭绝后，洞熊又存活了18000年，到10000多年前灭绝。洞熊的食物基本都是植物，所以至今无法解释洞熊是怎么灭绝的。

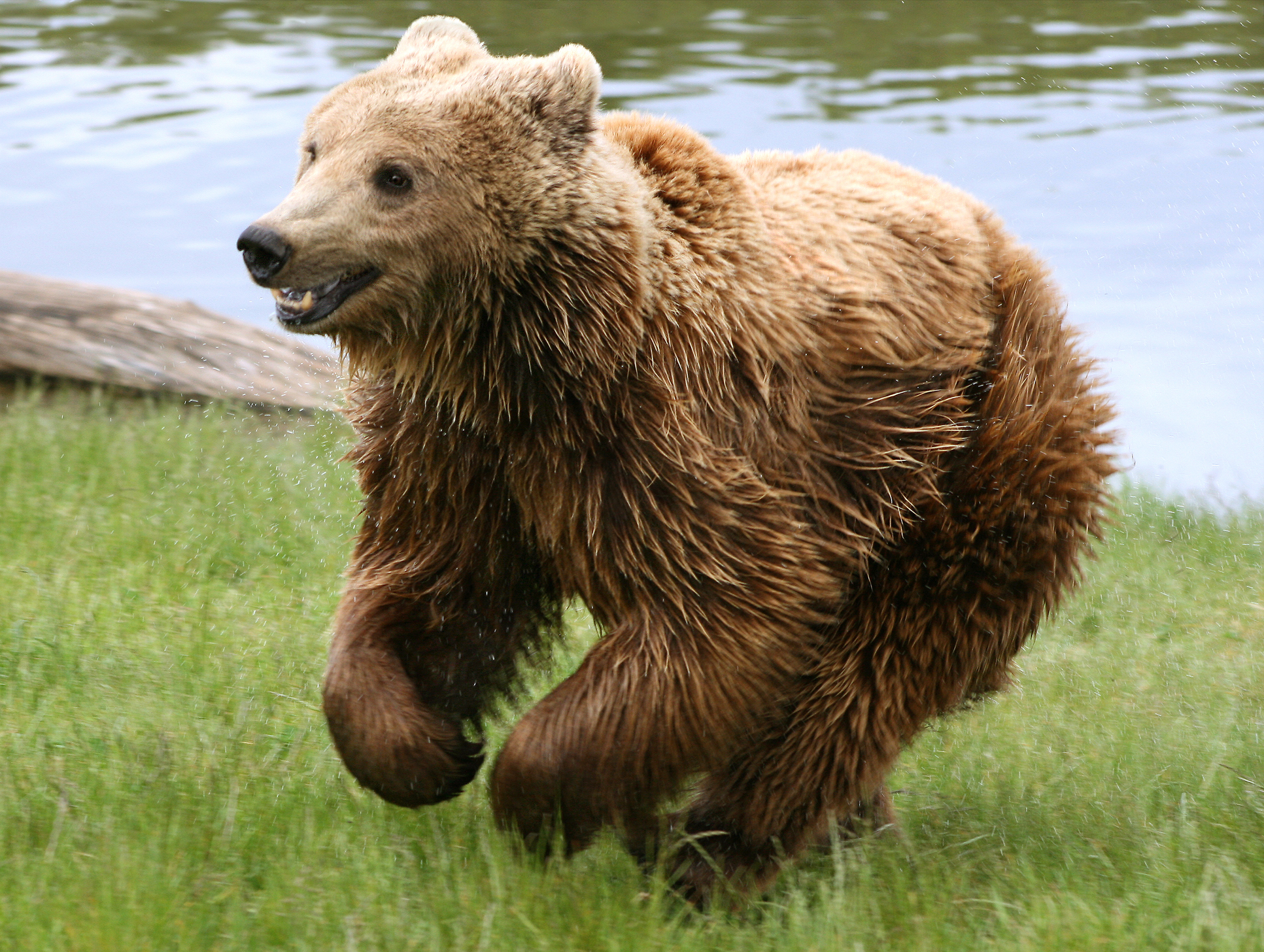
丹麦斯堪的纳维斯克动物园的棕熊。

世界上共有20万只棕熊。其中俄罗斯的棕熊最多，共12万头。其次是美国，共32500头。其次是加拿大，共21750头。在美国的棕熊中，有95%的棕熊都在阿拉斯加州。其中北美洲西海岸地区棕熊的数量越来越多，而且落基山脉和北美大草原的棕熊数量也不再下降。在欧洲，共14000只棕熊生活在十个被隔离的地区，从西班牙到俄罗斯和斯堪的纳维亚。英国的棕熊已灭绝，法国的棕熊处在极危状态，中欧的棕熊也处在濒危状态。棕熊是芬兰的自然界标志物中的国家动物。喀尔巴阡山脉的棕熊是欧洲的棕熊仅次于俄罗斯最多的地方，大约4500到5000头棕熊。
不过北极附近地区的棕熊数量正在减少，北极变暖的问题使生活在较温暖地区的动物移居到北极，使北极的动物日趋濒危。

## 習性

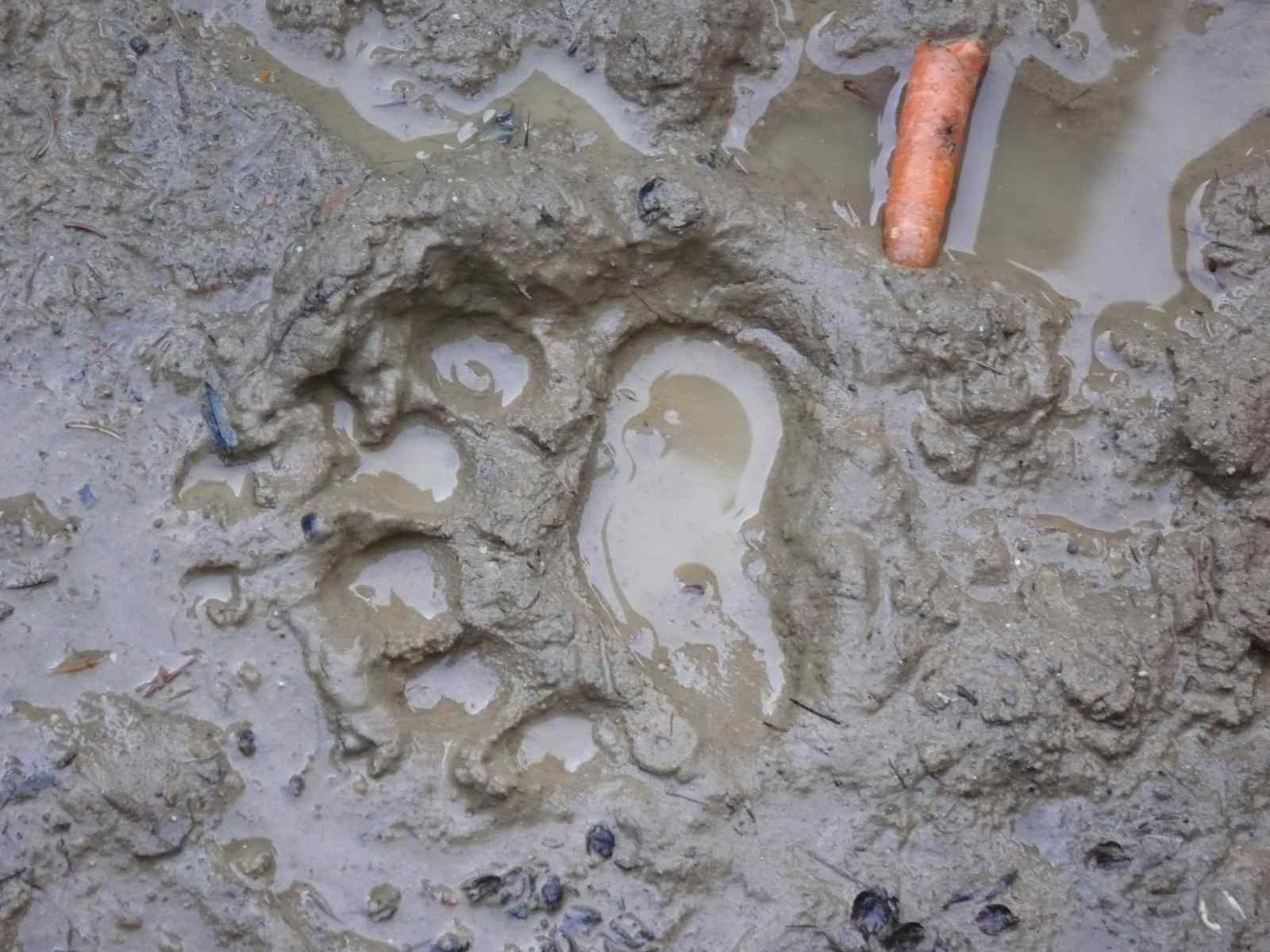
前腳腳印

由於棕熊在冬眠6個月時會消耗掉100萬大卡的卡路里，相當於1個美國人1年所需的熱量，因此當牠們從冬眠中醒來時會拼命吃草和凍死的動物屍體（所以遇到熊絕對不可以裝死）來恢復體重和體力，到了初夏則會開始追逐、捕食（棕熊能以近35英哩的速度跑100英呎）年幼的白尾鹿（當季是白尾鹿的繁殖期）。秋季時鮭魚會洄游产卵，此時棕熊會聚集在河口及瀑布捕食鮭魚，有時會為了捕魚的地點而大打出手，鮭魚多的時候棕熊可以只挑熱量最高的魚頭、魚皮及魚卵，因為一顆魚卵的熱量和蛋白質是一顆漿果的25倍，因此常有熊會為了爭奪魚卵而起衝突。到了快秋末時，棕熊會開始大量摄食漿果作為冬眠前最後的補充，在冬眠時牠們的體溫、心跳甚至是排毒系統都會停止運作，以減少熱量及鈣質的流失，防止失溫及骨質疏鬆。母熊會在冬眠的洞穴中產下不超過2隻的小熊，小熊需要依賴母熊兩年才能獨立。棕熊在自然界幾乎沒有天敵，只有飢餓狀態的老虎（東北虎）會試圖捕食受傷及冬眠的熊或母熊與未成年熊，遇到老虎通常熊会选择回避，但是無法逃走時會激烈反擊。有些例子中，棕熊有時會襲擊並殺死老虎吃掉屍體。所以老虎也會變成棕熊的獵物之一。
[來源請求]尽管它们看起来很笨重，当他们跑快时时速可达56公里／时（35英里／时）。棕熊不仅快，而且很有耐力。可以以最快的速度跑几十分钟耐力遠勝老虎或豹子等大貓。当然棕熊也有弱点：尽管棕熊已经够快了，但是它们的主要食物之一：鹿卻更快一樣有耐力，可以以67公里／时的速度跑几十分钟甩開熊的追擊。

## 亚种
棕熊的亚种尚有一些争议，可能包括：
- 欧洲棕熊（Ursus arctos arctos）
- 加州灰熊（Ursus arctos californicus）：已灭绝。
- 阿特拉斯棕熊（Ursus arctos crowtheri）：已灭绝。
- 灰熊（Ursus arctos horribilis）：分布于加拿大和美国，是北美洲最常见的棕熊。
- 喜玛拉雅棕熊（Ursus arctos isabellinus）：分布于喜玛拉雅山脉、尼泊尔和印度北部。
- 阿拉斯加棕熊（Ursus arctos middendorffi）：分布于阿拉斯加州。
- 墨西哥棕熊（Ursus arctos nelsoni）：分布于墨西哥北部，可能已灭绝。
- 西藏棕熊（Ursus arctos pruinosus）：分布于中国西部。
- 西伯利亚棕熊（Ursus arctos beringianus）：分布于西伯利亚。
- 烏蘇里棕熊（Ursus arctos lasiotus）：又名東北棕熊，分布于中國東北的黑龍江、烏蘇里江邊疆區、朝鮮半島、南千島群島和日本北海道一帶。
- 叙利亚棕熊（Ursus arctos syriacus）：分布于中东。
- 戈壁棕熊（Ursus arctos gobiensis）：分布于蒙古。

草原棕熊是其已滅絕的一個亞種，更新世時期生活在歐亞大陸上。其化石發現於斯洛伐克的多個山洞（如瓦扎卡洞穴）中。

## 人与棕熊
就像人類時常侵入熊的自然棲息地一樣，人類所丟棄的廚餘以及垃圾會吸引熊冒險進入人類的住宅區覓食。舉例來說，熊有時會捕食農場所畜養的動物。一旦熊養成了依賴人類食物的習慣並且將人類的活動範圍視為食物來源，這將會大大增加人與熊相遇的機率，並且最後導致熊的死亡。因此美國在極力地推廣『餵食熊，就是害死熊』這個觀念。
把習慣在人類居住地覓食的熊重新安置到其他地點是一種消極的做法，因為這樣並不能解決根本的問題：人類破壞熊的棲息地。而且這種安置方法會擾亂原本安置地點棲息的熊族，使得熊隻之間的競爭與衝突更加地劇烈，進而傷害到該棲息地較弱小的熊隻。另外，某些已經習慣在人類住宅區尋找食物的熊即使被重新安置，還是會不斷的返回同一地區覓食。一旦出現這種情況，這種熊隻通常會遭到射殺以避免人類遭到熊的傷害。
美國西半部最大的自然保護區：黃石國家公園和周遭的國有林地是現存主要的北美棕熊棲息地之一。然而不幸的是，每年數以萬計前來黃石公園參觀的遊客以及許多為追求西部風光而遷入該地區居住的民眾，讓熊越來越習慣與人類接觸。因為許多重新安置熊隻的地點與這個地區重疊，再加上熊的習性都是由公熊支配棲息地的核心精華地帶，迫使較居弱勢的母熊只好遷移到棲息地的邊緣甚至離開棲息地，結果造成許多母熊不斷地侵入人類的活動範圍。為了公眾安全的理由只好將牠們射殺。這已經深深危害了棕熊的生存。雖然美國普遍認為北美棕熊是這種情形最大的受害者，但是其他的熊類也受到一定程度的影響。
在歐洲，一部分的問題卻是來自於畜牧業。過去兩百年來，歐洲牧羊業者已經逐漸捨棄傳統的牧羊方式，不使用牧羊犬來保護羊隻反而放任羊隻隨意地四處走動吃草。這樣一來羊隻很容易進入熊的活動範圍並且遭到熊的獵殺。牧羊業者為了保護牲口只好槍殺熊。

### 保护现状
由於各國保護政策的進步，现在棕熊的数量正在慢慢地增多，但部分棕熊仍然处于濒危状态。
- 金熊（原分布在加利福尼亚州）在1922年灭绝。最后一只金熊在图革尔被枪杀，此后就再也没有金熊的目击报告了。现在唯一一种看金熊的方法是看加利福尼亚州的州旗。
- 墨西哥棕熊是一种濒危动物，可能已经灭绝。
- 美国的48个州中灰熊都被列为受危。在加拿大的亚伯塔省、不列颠哥伦比亚省、西北地区和育空地区中灰熊被列为易危。在北美大草原中的灰熊已经灭绝。

### 襲擊事件
棕熊殺人或使人嚴重受傷的事件往往發生。為嚴重的案子，1915年12月日本北海道發生的三毛別棕熊襲擊事件，1只棕熊殺害7人、讓3人受重傷。據Giulia Bombieri的2019年報告，從2000年到2015年，664件的襲撃發生（美洲183件、歐洲291件、亞洲190件），之中95件（14.3%）致命的。